# Заєзеже (Вармінсько-Мазурське воєводство)
Заєзеже (пол. Zajezierze) — село в Польщі, у гміні Малдити Острудського повіту Вармінсько-Мазурського воєводства.
Населення — 335 осіб (2011).
У 1975—1998 роках село належало до Ольштинського воєводства.

## Демографія
Демографічна структура станом на 31 березня 2011 року:
|          | Загалом | Допрацездатний вік | Працездатний вік | Постпрацездатний вік |
| -------- | ------- | ------------------ | ---------------- | -------------------- |
| Чоловіки | 146     | 33                 | 102              | 11                   |
| Жінки    | 189     | 47                 | 112              | 30                   |
| Разом    | 335     | 80                 | 214              | 41                   |